# Grabovo (Tompojevci)
 Ovo je glavno značenje pojma Grabovo (Tompojevci). Za druga značenja pogledajte Grabovo (razdvojba).
Grabovo je naselje u Republici Hrvatskoj, u sastavu Općine Tompojevci, Vukovarsko-srijemska županija. 

## Stanovništvo
Prema popisu stanovništva iz 2001., kao i 2011. godine, naselje je imalo 0 stanovnika te obiteljskih kućanstava.
| broj stanovnika | 49    | 233   | 241   | 197   | 116   | 175   | 218   | 184   | 130   | 279   | 236   | 240   | 9     |       |       |       |       |
|                 | 1857. | 1869. | 1880. | 1890. | 1900. | 1910. | 1921. | 1931. | 1948. | 1953. | 1961. | 1971. | 1981. | 1991. | 2001. | 2011. | 2021. |